# Assemblée législative de São Paulo
 (novembre 2023).
Si vous disposez d'ouvrages ou d'articles de référence ou si vous connaissez des sites web de qualité traitant du thème abordé ici, merci de compléter l'article en donnant les références utiles à sa vérifiabilité et en les liant à la section « Notes et références ».
L'Assemblée législative de l'État de São Paulo (en portugais : Assembleia Legislativa do Estado do São Paulo, en abrégé ALESP) est l'organe législatif suprême de l'État brésilien de São Paulo, un des États fédérés de la république fédérative du Brésil.

## Généralités

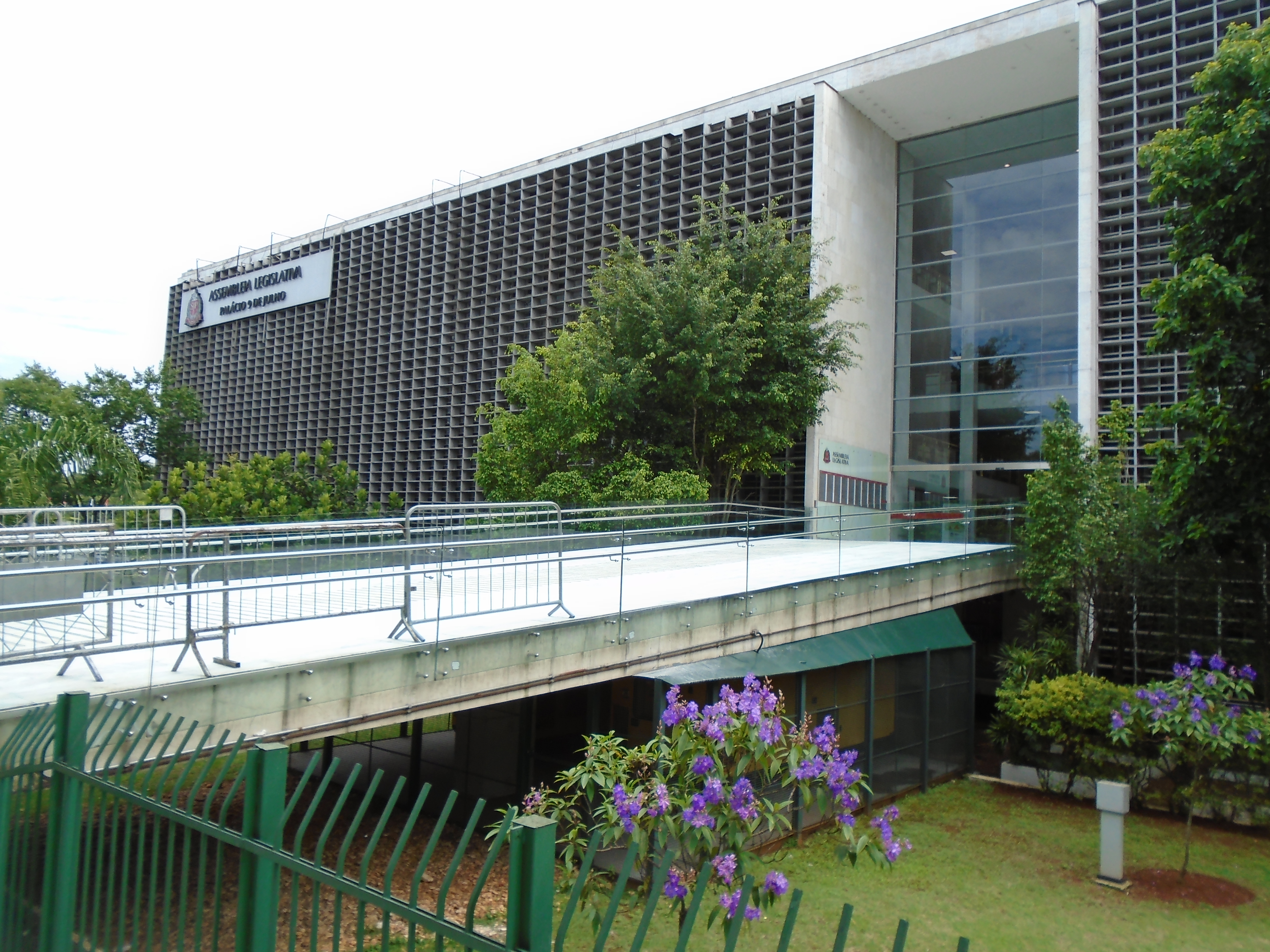
Palais du 9 Juillet, São Paulo

Elle est un parlement monocaméral, et se compose de 94 représentants (deputados estaduais) élus au scrutin proportionnel, pour un mandat de quatre ans, le plus récemment lors des élections législatives des élections brésiliennes de 2018.
Son siège se trouve au Palais du 9 Juillet (Palácio 9 de Julho) à São Paulo, inauguré le 25 janvier 1968.
Depuis 1999, elle possède un parlement de la Jeunesse (Parliamento Jovem Paulista) ; depuis 2002 un musée d'art du Parlement (Museu de Arte do Parliamento de São Paulo), et sa propre chaîne de télévision, TV ALESP.

## Histoire
Après la proclamation de l'empire du Brésil et la Constitution brésilienne de 1824, les provinces reçurent des conseils généraux de province (Conselhos Gerais de Província), et 21 conseils pour la province de São Paulo, qui n'avaient cependant aucun pouvoir législatif propre. Ce dernier reste appartenir au pouvoir impérial central entre les mains de l'empereur Pierre Ier. Après un changement constitutionnel en 1834, la première assemblée législative de la province de São Paulo (Assembleia Legislativa da Província de São Paulo) put être installée avec effet au 2 février 1835, qui put tenir 27 législatures, jusqu'en novembre 1889. Les réunions ont eu lieu au Colégio dos Jesuítas à partir de 1835.
Lors de la fondation de la république du Brésil (República Velha) en 1889, les provinces furent transformées en États fédéraux et purent créer leurs propres Constitutions d'État. Les citoyens ont opté pour un système bicaméral, précurseur de l'Assemblée législative actuelle, avec le Congrès législatif de l'État de São Paulo ( Congresso Legislativo do Estado de São Paulo ) composé d'un Sénat de l'État (Senado Estadual) et d'une Chambre des députés de l'État (Câmara Estadual). Le Parlement fut installé le 8 juin 1891 et put fonctionner pendant 14 législatures avant d'être interdit par le coup d'État de 1930 et la dictature de Vargas (Décret n° 19 398 du 11 novembre 1930). L'État s'était doté d'une nouvelle Constitution en 1935 , mais celle-ci était inefficace. Ce n'est qu'avec la fin de l'Estado Novo et une nouvelle Constitution fédérale de 1946 que l'État fédéral, après une Assemblée constituante, a pu se doter d'une nouvelle Assemblée législative basée sur des principes constitutionnels, cette fois sous la forme d'un système monocaméral et initialement avec 75 représentants.
Le siège était le Palais des Industries (Palácio das Indústrias) et à partir de 1947, les législatures furent à nouveau comptées.
La dictature militaire a entraîné de nouvelles restrictions pour les parlements des États fédérés. Grâce à la Constitution brésilienne de 1988, l'État de São Paulo a également pu obtenir son parlement monocaméral ; le nombre de représentants a été adapté à la population croissante et porté à 94 représentants. Au cours de l'actuelle 19e législature, elle est assistée par 20 commissions permanentes.

## Périodes législatives récentes
- 1re période législative : 1947-1951
- 2e période législative : 1951-1955
- 3e période législative : 1955-1959
- 4e période législative : 1959-1963
- 5e période législative : 1963-1967
- 6e période législative : 1967-1971
- 7e période législative : 1971-1975
- 8e période législative : 1975-1979
- 9e période législative : 1979-1983
- 10e période législative : 1983-1987
- 11e période législative : 1987-1991
- 12e période législative : 1991-1995
- 13e période législative : 1995-1999
- 14e période législative : 1999-2003
- 15e période législative : 2003-2007
- 16e période législative : 2007-2011
- 17e période législative : 2011-2015
- 18e période législative : 2015-2019
- 19e période législative : 2019-2023, actuelle